# Чеснаков, Пётр Владимирович
Пётр Владимирович Чеснаков (20 июня 1875 — 20 сентября 1948) — генерал-майор русской императорской армии и Вооружённых сил Юга России.

## Биография
Из потомственных дворян Тульской губернии. Сын капитана армейской пехоты Владимира Гуровича Чеснокова и жены его Александры Алексеевны. Младший брат Николай — также георгиевский кавалер, генерал-майор.
Окончил Полоцкий кадетский корпус (1893) и Константиновское артиллерийское училище (1895), откуда выпущен был подпоручиком в 27-ю артиллерийскую бригаду. 8 августа 1898 года — поручик.
В 1901 году окончил Николаевскую академию Генерального штаба по 1-му разряду. 23 мая 1901 года — штабс-капитан.
26 февраля 1902 года — старший адъютант штаба 18-й пехотной дивизии. С 30 декабря 1902 года начальник строевого отдела штаба Выборгской крепости. 6 апреля 1903 года — капитан. С 17 мая 1905 года обер-офицер для особых поручений при штабе 15-го армейского корпуса.
6 ноября 1907 года окончил Офицерскую кавалерийскую школу. Подполковник. Старший адъютант военной канцелярии при военном губернаторе Приморской области В. Е. Флуге.
С 17 декабря 1907 года по 1 декабря 1908 года отбывал цензовое командование эскадроном в Приморском драгунском полку. С 4 мая по 26 октября 1909 года в  прикомандировании к 3-му драгунскому Новороссийскому полку для ознакомления с общими требованиями управления и ведения хозяйства в кавалерии. С 21 мая 1911 года штаб-офицер для поручений при штабе 3-го Кавказского армейского корпуса. 19 ноября 1911 года прикомандирован к Елисаветградскому кавалерийскому училищу для преподавания военных наук.
6 декабря 1911 года — полковник. С 25 марта 1913 года начальник штаба 2-й кавалерийской дивизии.
В 1914—1917 годах участвовал в Первой мировой войне.
22 августа 1914 года снят с должности за не поддержание связи со штабом армии. Назначен штаб-офицером 2-го лейб-уланского Курляндского полка. Офицер при командующем 2-й армии.
С 16 января 1915 года командир 4-го гусарского Мариупольского полка.

В Мариупольском гусарском полку, в период командования Чеснакова, проходил службу художник Василий Шухаев. Им были созданы портреты практически всех офицеров полка, послужившие затем основой для картины «Полк на позициях» (1916—1917; не окончена, хранится в Государственном Русском музее).

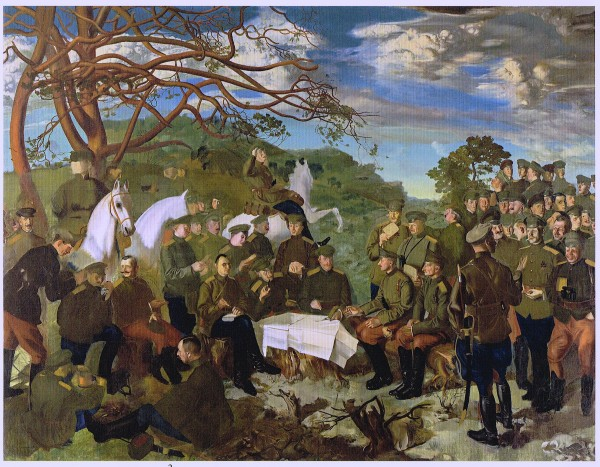
Василий Шухаев. Мариупольский 4-й гусарский полк на позициях. В центре сидит генерал-майор П. В. Чеснаков.

14 августа 1915 года — генерал-майор. С 15 января 1916 года начальник штаба 2-й кавалерийской дивизии. С 18 января 1917 года начальник штаба 1-го кавалерийского корпуса. С 21 октября 1917 года командующий 1-й кавалерийской дивизией.
Участвовал в Гражданской войне.
В апрель 1919 года присоединился к Вооружённым силам Юга России. 1 июня 1919 — В резерве чинов при штабе Главнокомандующего ВСЮР.
23 июля 1919 года — командир 4-го гусарского полка. 11 октября 1919 года — командир 2-й кавалерийской дивизии. С декабря 1919 года по март 1920 года командир Сводной кавалерийской дивизии Донской армии. Прикрывал отход к Новороссийску. В ноябрь 1920 года был ранен в бою под Карповой балкой. Эвакуирован из Крыма на корабле «Сегед».
Умер в 1948 году в Сербии.

## Отличия
- Орден Святого Станислава 3-й степени с мечами и бантом (1904)
- Орден Святого Владимира 4-й степени с мечами и бантом (1906)
- Орден Святого Станислава 2-й степени (20.05.1909)
- Георгиевское оружие (13.10.1914)
- Орден Святой Анны 2-й степени с мечами (25.07.1917)